# Plantago americana
Plantago americana är en grobladsväxtart som först beskrevs av Merritt Lyndon Fernald, och fick sitt nu gällande namn av K. Rahn. Plantago americana ingår i släktet kämpar, och familjen grobladsväxter. Inga underarter finns listade i Catalogue of Life.